# Don Dee
Donald M. Dee, detto Don (Booneville, 9 agosto 1943 – North Kansas City, 26 novembre 2014), è stato un cestista statunitense, professionista nella ABA.

## Carriera
Venne selezionato dai Detroit Pistons al terzo giro del Draft NBA 1968 (25ª scelta assoluta).
Con gli Stati Uniti ha disputato i Giochi olimpici di Città del Messico 1968.